# Košarka na Poletnih olimpijskih igrah 1960
Košarka na Poletnih olimpijskih igrah 1960. Potekala je za moške med 26. avgustom in 10. septembrom 1960 v Rimu, nastopilo je šestnajst reprezentanc.

## Dobitniki medalj
| Zlato | Srebro | Bron |
| ZDA Jay Hoyland Arnette · Walter Jones Bellamy, Jr. · Robert Lewis Boozer · Terence Gilbert Dischinger · Burdette Haldorson · Darrall Tucker Imhoff · Allen Earl Kelley · Lester E. Lane · Jerry Ray Lucas · Oscar Palmer Robertson · Adrian Howard Smith · Jerome Alan West | Sovjetska zveza Jurij Kornejev · Jānis Krūmiņš · Guram Minašvili · Valdis Muižnieks · Cesars Ozers · Aleksander Petrov · Mihail Semjonov · Vladimir Ugrehelidze · Maigonis Valdmanis · Albert Valtin · Genadij Volnov · Viktor Zubkov | Brazilija Edson Bispo dos Santos · Moyses Blas · Waldemar Blatkauskas · Algodão · Carmo de Souza · Carlos Domingos Massoni · Waldyr Geraldo Boccardo · Wlamir Marques · Amaury Antônio Pasos · Fernando Pereira De Freitas · Antonio Salvador Sucar · Eduardo Schall Jatyr |

## Potek turnirja

### Predtekmovanje

#### Skupina A
| Reprezentanca | OT | Z | P | DT  | PT  | KR   | Toč |
| ------------- | -- | - | - | --- | --- | ---- | --- |
| ZDA           | 3  | 3 | 0 | 320 | 183 | +137 | 6   |
| Italija       | 3  | 2 | 1 | 226 | 247 | -21  | 5   |
| Madžarska     | 3  | 1 | 2 | 223 | 245 | -22  | 4   |
| Japonska      | 3  | 0 | 3 | 224 | 318 | -94  | 3   |

| 26. avgust 9:00 |                    | Madžarska | 93 – 66     | Japonska | Dvorana: Palazzetto dello sport, Rim Sodniki: J. Sanchez Padilla S. Sinjakov |  |
| 26. avgust 9:00 | Točke: Bencze (25) |           | Ohšima (14) |          | Dvorana: Palazzetto dello sport, Rim Sodniki: J. Sanchez Padilla S. Sinjakov |  |

| 26. avgust 21:30 |                   | ZDA | 88 – 54       | Italija | Dvorana: Palazzetto dello sport, Rim Sodniki: R. Weber B. Takev |  |
| 26. avgust 21:30 | Točke: Smith (18) |     | Lombardi (17) |         | Dvorana: Palazzetto dello sport, Rim Sodniki: R. Weber B. Takev |  |

| 27. avgust 16:00 |                   | ZDA | 125 – 66   | Japonska | Dvorana: Palazzetto dello sport, Rim Sodniki: R. Righetto B. Harvey |  |
| 27. avgust 16:00 | Točke: Lucas (28) |     | Šodži (13) |          | Dvorana: Palazzetto dello sport, Rim Sodniki: R. Righetto B. Harvey |  |

| 27. avgust 23:00 |                   | Italija | 72 – 67      | Madžarska | Dvorana: Palazzetto dello sport, Rim Sodniki: K. Klima J. Sanchez Padilla |  |
| 27. avgust 23:00 | Točke: Pieri (15) |         | Gabányi (15) |           | Dvorana: Palazzetto dello sport, Rim Sodniki: K. Klima J. Sanchez Padilla |  |

| 29. avgust 9:00 |                       | ZDA | 107 – 63                 | Madžarska | Dvorana: Palazzetto dello sport, Rim Sodniki: R. Weber Azuar |  |
| 29. avgust 9:00 | Točke: Robertson (22) |     | Bánhegyi, Temesvári (22) |           | Dvorana: Palazzetto dello sport, Rim Sodniki: R. Weber Azuar |  |

| 29. avgust 17:30 |                            | Japonska | 92 – 100                 | Italija | Dvorana: Palazzetto dello sport, Rim Sodniki: N. Čarganov Bilek |  |
| 29. avgust 17:30 | Točke: Suigjama, Nara (12) |          | Riminucci, Gavagnin (16) |         | Dvorana: Palazzetto dello sport, Rim Sodniki: N. Čarganov Bilek |  |

#### Skupina B
| Reprezentanca | OT | Z | P | DT  | PT  | KR | Toč |
| ------------- | -- | - | - | --- | --- | -- | --- |
| Češkoslovaška | 3  | 2 | 1 | 201 | 192 | +9 | 5   |
| Jugoslavija   | 3  | 2 | 1 | 193 | 199 | -6 | 5   |
| Francija      | 3  | 1 | 2 | 187 | 190 | -3 | 4   |
| Bolgarija     | 3  | 1 | 2 | 209 | 209 | 0  | 4   |

| 26. avgust 16:00 |                    | Bolgarija | 62 – 67     | Jugoslavija | Dvorana: Palazzetto dello sport, Rim Sodniki: E. Alvarez Frausto C. Sien |  |
| 26. avgust 16:00 | Točke: Mirčev (14) |           | Djurić (23) |             | Dvorana: Palazzetto dello sport, Rim Sodniki: E. Alvarez Frausto C. Sien |  |

| 26. avgust 17:30 |                    | Francija | 53 – 56      | Češkoslovaška | Dvorana: Palazzetto dello sport, Rim Sodniki: R. Righetto N. Čarganov |  |
| 26. avgust 17:30 | Točke: Dorigo (17) |          | Tomasek (16) |               | Dvorana: Palazzetto dello sport, Rim Sodniki: R. Righetto N. Čarganov |  |

| 27. avgust 9:00 |                    | Francija | 61 – 62    | Jugoslavija | Dvorana: Palazzetto dello sport, Rim Sodniki: N. Čarganov P. Reverberi |  |
| 27. avgust 9:00 | Točke: Dorigo (15) |          | Korać (23) |             | Dvorana: Palazzetto dello sport, Rim Sodniki: N. Čarganov P. Reverberi |  |

| 27. avgust 10:30 |                   | Češkoslovaška | 69 – 75      | Bolgarija | Dvorana: Palazzetto dello sport, Rim Sodniki: R. Weber S. Sinjakov |  |
| 27. avgust 10:30 | Točke: Pieri (15) |               | Gabanyi (15) |           | Dvorana: Palazzetto dello sport, Rim Sodniki: R. Weber S. Sinjakov |  |

| 29. avgust 10:30 |                   | Jugoslavija | 64 – 76      | Češkoslovaška | Dvorana: Palazzetto dello sport, Rim Sodniki: G. Sussi S. Sinjakov |  |
| 29. avgust 10:30 | Točke: Korać (25) |             | Baumruk (27) |               | Dvorana: Palazzetto dello sport, Rim Sodniki: G. Sussi S. Sinjakov |  |

| 29. avgust 20:00 |                    | Francija | 73 – 72     | Bolgarija | Dvorana: Palazzetto dello sport, Rim Sodniki: D. Shirley Bilek |  |
| 29. avgust 20:00 | Točke: Grange (21) |          | Mirčev (22) |           | Dvorana: Palazzetto dello sport, Rim Sodniki: D. Shirley Bilek |  |

#### Skupina C
| Reprezentanca   | OT | Z | P | DT  | PT  | KR  | Toč |
| --------------- | -- | - | - | --- | --- | --- | --- |
| Brazilija       | 3  | 3 | 0 | 213 | 198 | +15 | 6   |
| Sovjetska zveza | 3  | 2 | 1 | 220 | 170 | +50 | 5   |
| Mehika          | 3  | 1 | 2 | 189 | 210 | -21 | 4   |
| Portoriko       | 3  | 0 | 3 | 199 | 243 | -44 | 3   |

| 26. avgust 10:30 |                     | Sovjetska zveza | 66 – 49      | Mehika | Dvorana: Palazzetto dello sport, Rim Sodniki: G. Follati T. Hata |  |
| 26. avgust 10:30 | Točke: Valdman (13) |                 | Almanza (15) |        | Dvorana: Palazzetto dello sport, Rim Sodniki: G. Follati T. Hata |  |

| 26. avgust 20:00 |                   | Portoriko | 72 – 75    | Brazilija | Dvorana: Palazzetto dello sport, Rim Sodniki: P. Reverberi K. Klima |  |
| 26. avgust 20:00 | Točke: Walle (22) |           | Pasos (18) |           | Dvorana: Palazzetto dello sport, Rim Sodniki: P. Reverberi K. Klima |  |

| 27. avgust 14:30 |                        | Mehika | 68 – 64     | Portoriko | Dvorana: Palazzetto dello sport, Rim Sodniki: G. Sussi B. Takev |  |
| 27. avgust 14:30 | Točke: A. Herrera (27) |        | Vicens (15) |           | Dvorana: Palazzetto dello sport, Rim Sodniki: G. Sussi B. Takev |  |

| 27. avgust 21:30 |                                | Sovjetska zveza | 54 – 58       | Brazilija | Dvorana: Palazzetto dello sport, Rim Sodniki: D. Shirley E. Kassai |  |
| 27. avgust 21:30 | Točke: Blatkauskas, Pasos (14) |                 | Muzhniek (14) |           | Dvorana: Palazzetto dello sport, Rim Sodniki: D. Shirley E. Kassai |  |

| 29. avgust 21:30 |                   | Brazilija | 80 – 72         | Mehika | Dvorana: Palazzetto dello sport, Rim Sodniki: E. Luglini C. Sien |  |
| 29. avgust 21:30 | Točke: Pasos (19) |           | A. Herrera (22) |        | Dvorana: Palazzetto dello sport, Rim Sodniki: E. Luglini C. Sien |  |

| 29. avgust 23:00 |                      | Sovjetska zveza | 100 – 63    | Portoriko | Dvorana: Palazzetto dello sport, Rim Sodniki: P. Reverberi Skyloyannis |  |
| 29. avgust 23:00 | Točke: Kornejev (18) |                 | Vicens (14) |           | Dvorana: Palazzetto dello sport, Rim Sodniki: P. Reverberi Skyloyannis |  |

#### Skupina D
| Reprezentanca | OT | Z | P | DT  | PT  | KR  | Toč |
| ------------- | -- | - | - | --- | --- | --- | --- |
| Urugvaj       | 3  | 2 | 1 | 228 | 225 | +3  | 5   |
| Poljska       | 3  | 2 | 1 | 233 | 207 | +26 | 5   |
| Filipini      | 3  | 1 | 2 | 228 | 248 | -20 | 4   |
| Španija       | 3  | 1 | 2 | 222 | 231 | -9  | 4   |

| 26. avgust 14:30 |                    | Filipini | 68 – 86        | Poljska | Dvorana: Palazzetto dello sport, Rim Sodniki: V. Pinto E. Kassai |  |
| 26. avgust 14:30 | Točke: Badion (17) |          | Nartowski (29) |         | Dvorana: Palazzetto dello sport, Rim Sodniki: V. Pinto E. Kassai |  |

| 26. avgust 23:00 |                  | Urugvaj | 72 – 77           | Španija | Dvorana: Palazzetto dello sport, Rim Sodniki: D. Shirley G. Sussi |  |
| 26. avgust 23:00 | Točke: Mera (16) |         | E. Rodriguez (18) |         | Dvorana: Palazzetto dello sport, Rim Sodniki: D. Shirley G. Sussi |  |

| 27. avgust 17:30 |                  | Španija | 82 – 84     | Filipini | Dvorana: Palazzetto dello sport, Rim Sodniki: G. Follati M. Minic |  |
| 27. avgust 17:30 | Točke: Luis (20) |         | Yburan (16) |          | Dvorana: Palazzetto dello sport, Rim Sodniki: G. Follati M. Minic |  |

| 27. avgust 20:00 |                   | Urugvaj | 76 – 72        | Poljska | Dvorana: Palazzetto dello sport, Rim Sodniki: E. Alvarez Frausto E. Luglini |  |
| 27. avgust 20:00 | Točke: Poyet (15) |         | Wichowski (29) |         | Dvorana: Palazzetto dello sport, Rim Sodniki: E. Alvarez Frausto E. Luglini |  |

| 29. avgust 14:30 |                    | Urugvaj | 80 – 76       | Filipini | Dvorana: Palazzetto dello sport, Rim Sodniki: E. Luglini C. Sien |  |
| 29. avgust 14:30 | Točke: Blixen (23) |         | Bernardo (29) |          | Dvorana: Palazzetto dello sport, Rim Sodniki: E. Luglini C. Sien |  |

| 29. avgust 16:00 |                     | Poljska | 100 – 63    | Španija | Dvorana: Palazzetto dello sport, Rim Sodniki: E. Kassai V. Pinto |  |
| 29. avgust 16:00 | Točke: Korneev (18) |         | Vicens (14) |         | Dvorana: Palazzetto dello sport, Rim Sodniki: E. Kassai V. Pinto |  |

### Za 9. do 16. mesto

#### Skupina C
| Reprezentanca | OT | Z | P | DT  | PT  | KR  | Toč |
| ------------- | -- | - | - | --- | --- | --- | --- |
| Madžarska     | 3  | 3 | 0 | 167 | 150 | +17 | 6   |
| Filipini      | 3  | 2 | 1 | 154 | 161 | -7  | 5   |
| Portoriko     | 3  | 1 | 2 | 162 | 166 | -4  | 4   |
| Bolgarija     | 3  | 0 | 3 | 0   | 6   | -6  | 0   |

| 1. september 14:30 |  | Madžarska | 2 – 0 (predaja) | Bolgarija | Dvorana: Palazzetto dello sport, Rim |  |

| 1. september 16:00 |                   | Filipini | 82 – 80    | Portoriko | Dvorana: Palazzetto dello sport, Rim Sodniki: G. Follati M. Minic |  |
| 1. september 16:00 | Točke: Ortiz (21) |          | Valle (28) |           | Dvorana: Palazzetto dello sport, Rim Sodniki: G. Follati M. Minic |  |

| 2. september 9:00 |                     | Madžarska | 84 – 80     | Portoriko | Dvorana: Palazzetto dello sport, Rim Sodniki: G. Sussi Nikou |  |
| 2. september 9:00 | Točke: Gabányi (23) |           | Vicens (28) |           | Dvorana: Palazzetto dello sport, Rim Sodniki: G. Sussi Nikou |  |

| 2. september 10:30 |  | Bolgarija | 0 – 2 (predaja) | Filipini | Dvorana: Palazzetto dello sport, Rim |  |

| 3. september 14:30 |  | Portoriko | 2 – 0 (predaja) | Bolgarija | Dvorana: Palazzetto dello sport, Rim |  |

| 3. september 16:00 |                     | Madžarska | 81 – 70    | Filipini | Dvorana: Palazzetto dello sport, Rim Sodniki: R. Righetto E. Luglini |  |
| 3. september 16:00 | Točke: Gabányi (25) |           | Ortiz (16) |          | Dvorana: Palazzetto dello sport, Rim Sodniki: R. Righetto E. Luglini |  |

#### Skupina D
| Reprezentanca | OT | Z | P | DT  | PT  | KR  | Toč |
| ------------- | -- | - | - | --- | --- | --- | --- |
| Francija      | 3  | 3 | 0 | 270 | 173 | +97 | 6   |
| Mehika        | 3  | 2 | 1 | 218 | 214 | +4  | 5   |
| Španija       | 3  | 1 | 2 | 180 | 222 | -42 | 4   |
| Japonska      | 3  | 0 | 3 | 184 | 243 | -59 | 3   |

| 1. september 9:00 |                          | Španija | 66 – 80      | Mehika | Dvorana: Palazzetto dello sport, Rim Sodniki: K. Klima J. Sanchez Padilla |  |
| 1. september 9:00 | Točke: E. Rodriguez (22) |         | Almanza (28) |        | Dvorana: Palazzetto dello sport, Rim Sodniki: K. Klima J. Sanchez Padilla |  |

| 1. september 10:30 |                     | Francija | 101 – 63               | Japonska | Dvorana: Palazzetto dello sport, Rim Sodniki: R. Righetto E. Luglini |  |
| 1. september 10:30 | Točke: Beugnot (23) |          | Itojama, Sugijama (10) |          | Dvorana: Palazzetto dello sport, Rim Sodniki: R. Righetto E. Luglini |  |

| 2. september 14:30 |                     | Japonska | 57 – 76      | Mehika | Dvorana: Palazzetto dello sport, Rim Sodniki: P. Reverberi N. Čarganov |  |
| 2. september 14:30 | Točke: Itojama (12) |          | Almanza (21) |        | Dvorana: Palazzetto dello sport, Rim Sodniki: P. Reverberi N. Čarganov |  |

| 2. september 16:00 |                     | Francija | 78 – 48       | Španija | Dvorana: Palazzetto dello sport, Rim Sodniki: G. Follati S. Sinjakov |  |
| 2. september 16:00 | Točke: Beugnot (18) |          | Martinez (24) |         | Dvorana: Palazzetto dello sport, Rim Sodniki: G. Follati S. Sinjakov |  |

| 3. september 9:00 |                          | Španija | 66 – 64   | Japonska | Dvorana: Palazzetto dello sport, Rim Sodniki: V. Pinto N. Čarganov |  |
| 3. september 9:00 | Točke: E. Rodriguez (24) |         | Nara (15) |          | Dvorana: Palazzetto dello sport, Rim Sodniki: V. Pinto N. Čarganov |  |

| 3. september 10:00 |                             | Francija | 91 – 62      | Mehika | Dvorana: Palazzetto dello sport, Rim Sodniki: J. Sanchez Padilla P. Reverberi |  |
| 3. september 10:00 | Točke: Antoine, Dorigo (19) |          | Almanza (17) |        | Dvorana: Palazzetto dello sport, Rim Sodniki: J. Sanchez Padilla P. Reverberi |  |

#### Za 13. do 16. mesto
| Reprezentanca | OT | Z | P | DT  | PT  | KR  | Toč |
| ------------- | -- | - | - | --- | --- | --- | --- |
| Portoriko     | 3  | 3 | 0 | 168 | 138 | +30 | 6   |
| Španija       | 3  | 2 | 1 | 131 | 139 | -8  | 5   |
| Japonska      | 3  | 1 | 2 | 137 | 159 | -22 | 4   |

| 7. september 10:00 |                   | Portoriko | 75 – 65       | Španija | Dvorana: Palazzo dello Sport, Rim Sodniki: K. Klima C. Sien |  |
| 7. september 10:00 | Točke: Walle (23) |           | Martinez (23) |         | Dvorana: Palazzo dello Sport, Rim Sodniki: K. Klima C. Sien |  |

| 9. september 10:00 |                     | Portoriko | 93 – 73    | Japonska | Dvorana: Palazzo dello Sport, Rim Sodniki: E. Luglini E. Kassai |  |
| 9. september 10:00 | Točke: T. Cruz (23) |           | Šodži (16) |          | Dvorana: Palazzo dello Sport, Rim Sodniki: E. Luglini E. Kassai |  |

#### Za 9. do 12. mesto
| Reprezentanca | OT | Z | P | DT  | PT  | KR  | Toč |
| ------------- | -- | - | - | --- | --- | --- | --- |
| Madžarska     | 3  | 2 | 1 | 212 | 209 | +3  | 5   |
| Francija      | 3  | 2 | 1 | 283 | 211 | +72 | 5   |
| Filipini      | 3  | 1 | 2 | 210 | 267 | -57 | 4   |
| Mehika        | 3  | 1 | 2 | 195 | 213 | -18 | 4   |

| 8. september 10:00 |                     | Madžarska | 57 – 69      | Mehika | Dvorana: Palazzo dello Sport, Rim Sodniki: V. Pinto Perazzo |  |
| 8. september 10:00 | Točke: Gabányi (16) |           | Almanza (27) |        | Dvorana: Palazzo dello Sport, Rim Sodniki: V. Pinto Perazzo |  |

| 8. september 11:30 |                    | Francija | 122 – 75   | Filipini | Dvorana: Palazzo dello Sport, Rim Sodniki: P. Reverberi N. Čarganov |  |
| 8. september 11:30 | Točke: Dorigo (23) |          | Ortiz (16) |          | Dvorana: Palazzo dello Sport, Rim Sodniki: P. Reverberi N. Čarganov |  |

| 10. september 10:00 |                      | Filipini | 65 – 64      | Mehika | Dvorana: Palazzo dello Sport, Rim Sodniki: J. Sanchez Padilla Harvey |  |
| 10. september 10:00 | Točke: Bernardo (26) |          | Almanza (26) |        | Dvorana: Palazzo dello Sport, Rim Sodniki: J. Sanchez Padilla Harvey |  |

| 10. september 11:30 |                     | Madžarska | 74 – 70      | Francija | Dvorana: Palazzo dello Sport, Rim Sodniki: M. Minic Saltiel |  |
| 10. september 11:30 | Točke: Gabányi (21) |           | Beugnot (16) |          | Dvorana: Palazzo dello Sport, Rim Sodniki: M. Minic Saltiel |  |

### Polfinale

#### Skupina A
| Reprezentanca | OT | Z | P | DT  | PT  | KR  | Toč |
| ------------- | -- | - | - | --- | --- | --- | --- |
| Brazilija     | 3  | 3 | 0 | 240 | 221 | +19 | 6   |
| Italija       | 3  | 2 | 1 | 226 | 216 | -10 | 5   |
| Češkoslovaška | 3  | 1 | 2 | 236 | 237 | -1  | 4   |
| Poljska       | 3  | 0 | 3 | 211 | 239 | -28 | 3   |

| 1. september 21:30 |                            | Brazilija | 78 – 75      | Italija | Dvorana: Palazzetto dello sport, Rim Sodniki: R. Klima B. Takev |  |
| 1. september 21:30 | Točke: Marques, Pasos (18) |           | Alesini (18) |         | Dvorana: Palazzetto dello sport, Rim Sodniki: R. Klima B. Takev |  |

| 1. september 23:00 |                     | Češkoslovaška | 88 – 75        | Poljska | Dvorana: Palazzetto dello sport, Rim Sodniki: E. Kassai Aznar |  |
| 1. september 23:00 | Točke: Baumruk (18) |               | Wichowski (24) |         | Dvorana: Palazzetto dello sport, Rim Sodniki: E. Kassai Aznar |  |

| 2. september 20:00 |                              | Brazilija | 77 – 68        | Poljska | Dvorana: Palazzetto dello sport, Rim Sodniki: B. Takev Harvey |  |
| 2. september 20:00 | Točke: Baumruk, Konecny (18) |           | Wichowski (24) |         | Dvorana: Palazzetto dello sport, Rim Sodniki: B. Takev Harvey |  |

| 2. september 23:00 |                     | Češkoslovaška | 70 – 77      | Italija | Dvorana: Palazzetto dello sport, Rim Sodniki: Skyloyannis Bilek |  |
| 2. september 23:00 | Točke: Tomasek (14) |               | Alesini (12) |         | Dvorana: Palazzetto dello sport, Rim Sodniki: Skyloyannis Bilek |  |

| 3. september 20:00 |                     | Italija | 74 – 68        | Poljska | Dvorana: Palazzetto dello sport, Rim Sodniki: Bilek T. Hata |  |
| 3. september 20:00 | Točke: Alesini (12) |         | Wichowski (16) |         | Dvorana: Palazzetto dello sport, Rim Sodniki: Bilek T. Hata |  |

| 3. september 21:30 |                     | Češkoslovaška | 78 – 85    | Brazilija | Dvorana: Palazzetto dello sport, Rim Sodniki: E. Alvarez Frausto E. Kassai |  |
| 3. september 21:30 | Točke: Baumruk (23) |               | Pasos (25) |           | Dvorana: Palazzetto dello sport, Rim Sodniki: E. Alvarez Frausto E. Kassai |  |

#### Skupina B
| Reprezentanca   | OT | Z | P | DT  | PT  | KR   | Toč |
| --------------- | -- | - | - | --- | --- | ---- | --- |
| ZDA             | 3  | 3 | 0 | 293 | 144 | +97  | 6   |
| Sovjetska zveza | 3  | 2 | 1 | 234 | 195 | +39  | 5   |
| Jugoslavija     | 3  | 1 | 2 | 197 | 275 | -78  | 4   |
| Urugvaj         | 3  | 0 | 3 | 186 | 291 | -105 | 3   |

| 1. september 17:30 |                   | Jugoslavija | 42 – 104       | ZDA | Dvorana: Palazzetto dello sport, Rim Sodniki: E. Alvarez Frausto T. Hata |  |
| 1. september 17:30 | Točke: Korać (16) |             | Robertson (16) |     | Dvorana: Palazzetto dello sport, Rim Sodniki: E. Alvarez Frausto T. Hata |  |

| 1. september 20:00 |                    | Urugvaj | 53 – 89          | Sovjetska zveza | Dvorana: Palazzetto dello sport, Rim Sodniki: Skyloyannis Bilek |  |
| 1. september 20:00 | Točke: Scaron (11) |         | Ugrehilidze (16) |                 | Dvorana: Palazzetto dello sport, Rim Sodniki: Skyloyannis Bilek |  |

| 2. september 17:30 |                     | Sovjetska zveza | 88 – 61         | Jugoslavija | Dvorana: Palazzetto dello sport, Rim Sodniki: P. Reverberi N. Čarganov |  |
| 2. september 17:30 | Točke: Semenov (19) |                 | Petricević (11) |             | Dvorana: Palazzetto dello sport, Rim Sodniki: P. Reverberi N. Čarganov |  |

| 2. september 21:30 |                    | Urugvaj | 50 – 108   | ZDA | Dvorana: Palazzetto dello sport, Rim Sodniki: E. Alvarez Frausto C. Sien |  |
| 2. september 21:30 | Točke: Chelle (12) |         | Smith (15) |     | Dvorana: Palazzetto dello sport, Rim Sodniki: E. Alvarez Frausto C. Sien |  |

| 3. september 17:30 |                    | Urugvaj | 83 – 94    | Jugoslavija | Dvorana: Palazzetto dello sport, Rim Sodniki: V. Pinto N. Čarganov |  |
| 3. september 17:30 | Točke: Blixen (21) |         | Korać (38) |             | Dvorana: Palazzetto dello sport, Rim Sodniki: V. Pinto N. Čarganov |  |

| 3. september 23:00 |                  | ZDA | 81 – 57     | Sovjetska zveza | Dvorana: Palazzetto dello sport, Rim Sodniki: R. Weber B. Takev |  |
| 3. september 23:00 | Točke: West (19) |     | Zubkov (13) |                 | Dvorana: Palazzetto dello sport, Rim Sodniki: R. Weber B. Takev |  |

#### Za 5. do 8. mesto
| Reprezentanca | OT | Z | P | DT  | PT  | KR  | Toč |
| ------------- | -- | - | - | --- | --- | --- | --- |
| Češkoslovaška | 3  | 3 | 0 | 284 | 240 | +44 | 6   |
| Jugoslavija   | 3  | 2 | 1 | 282 | 262 | +20 | 5   |
| Poljska       | 3  | 1 | 2 | 220 | 245 | -25 | 4   |
| Urugvaj       | 3  | 0 | 3 | 217 | 256 | -39 | 3   |

| 7. september 21:00 |                     | Češkoslovaška | 98 – 72     | Urugvaj | Dvorana: Palazzo dello Sport, Rim Sodniki: G. Sussi T. Hata |  |
| 7. september 21:00 | Točke: Baumruk (28) |               | Blixen (25) |         | Dvorana: Palazzo dello Sport, Rim Sodniki: G. Sussi T. Hata |  |

| 7. september 23:30 |                   | Jugoslavija | 95 – 81        | Poljska | Dvorana: Palazzo dello Sport, Rim Sodniki: R. Righetto G. Follati |  |
| 7. september 23:30 | Točke: Korać (33) |             | Wichowski (24) |         | Dvorana: Palazzo dello Sport, Rim Sodniki: R. Righetto G. Follati |  |

| 9. september 21:00 |                       | Poljska | 64 – 62     | Urugvaj | Dvorana: Palazzo dello Sport, Rim Sodniki: R. Weber B. Takev |  |
| 9. september 21:00 | Točke: Sitkowski (14) |         | Blixen (18) |         | Dvorana: Palazzo dello Sport, Rim Sodniki: R. Weber B. Takev |  |

| 9. september 22:30 |                     | Češkoslovaška | 98 – 93    | Jugoslavija | Dvorana: Palazzo dello Sport, Rim Sodniki: R. Righetto N. Čarganov |  |
| 9. september 22:30 | Točke: Baumruk (32) |               | Korać (29) |             | Dvorana: Palazzo dello Sport, Rim Sodniki: R. Righetto N. Čarganov |  |

#### Finale
| Reprezentanca   | OT | Z | P | DT  | PT  | KR  | Toč |
| --------------- | -- | - | - | --- | --- | --- | --- |
| ZDA             | 3  | 3 | 0 | 283 | 201 | +82 | 6   |
| Sovjetska zveza | 3  | 2 | 1 | 199 | 213 | -14 | 5   |
| Brazilija       | 3  | 1 | 2 | 203 | 229 | -26 | 4   |
| Italija         | 3  | 0 | 3 | 226 | 268 | -42 | 3   |

| 8. september 21:00 |                     | Brazilija | 62 – 64      | Sovjetska zveza | Dvorana: Palazzo dello Sport, Rim Sodniki: R. Weber Bilek |  |
| 8. september 21:00 | Točke: Marques (25) |           | Voljnov (19) |                 | Dvorana: Palazzo dello Sport, Rim Sodniki: R. Weber Bilek |  |

| 8. september 22:30 |                       | ZDA | 112 – 81      | Italija | Dvorana: Palazzo dello Sport, Rim Sodniki: J. Sanchez Padilla M. Minic |  |
| 8. september 22:30 | Točke: Robertson (22) |     | Lombardi (23) |         | Dvorana: Palazzo dello Sport, Rim Sodniki: J. Sanchez Padilla M. Minic |  |

| 10. september 21:00 |                     | Italija | 70 – 78     | Sovjetska zveza | Dvorana: Palazzo dello Sport, Rim Sodniki: K. Klima Skyloyannis |  |
| 10. september 21:00 | Točke: Alesini (19) |         | Petrov (20) |                 | Dvorana: Palazzo dello Sport, Rim Sodniki: K. Klima Skyloyannis |  |

| 10. september 22:30 |                     | Brazilija | 63 – 90    | ZDA | Dvorana: Palazzo dello Sport, Rim Sodniki: E. Alvarez Frausto E. Kassai |  |
| 10. september 22:30 | Točke: Marques (19) |           | Lucas (23) |     | Dvorana: Palazzo dello Sport, Rim Sodniki: E. Alvarez Frausto E. Kassai |  |

## Končni vrstni red
1. ZDA
2. Sovjetska zveza
3. Brazilija
4. Italija
5. Češkoslovaška
6. Jugoslavija
7. Poljska
8. Urugvaj
9. Madžarska
10. Francija
11. Filipini
12. Mehika
13. Portoriko
14. Španija
15. Japonska
16. Bolgarija